# Wał Tarejwy
Wał Tarejwy (dokładnie: Wał Księdza Maksymiliana Tarejwy) – ulica w Koninie zlokalizowana na wschód od Starego Miasta, pomiędzy ul. Grunwaldzką na północy a ul. Kolską na południu (przedłużeniem w tym kierunku jest ul. Świętojańska). Ulica w całości znajduje się w dzielnicy Starówka.
Nazwa upamiętnia księdza Maksymiliana Tarejwę – kapelana powstania styczniowego, którego Rosjanie pojmali i powiesili w dniu 19 lipca 1864 na konińskich błoniach, w rejonie obecnej ulicy. Znajduje się tutaj symboliczna mogiła kapłana. 
Ulicą przebiega duża liczba linii konińskiej komunikacji miejskiej. W pobliżu znajdował się także zlikwidowany, stary dworzec autobusowy PKS. Od wschodu ulicy towarzyszą łąki i rowy wodne. Rejon ten opada ku Warcie. W pierwszej dekadzie XXI wieku, podczas remontu drogi, wycięto rosnące wzdłuż ulicy akacje, które według tradycji pamiętały śmierć ks. Tarejwy (faktycznie były młodsze).